# 薛睿智
薛睿智（韩语： Seol Yeji，1996年8月26日—），韩国女子冰壶运动员，2023年泛大陆锦标赛女子金牌得主、2024年世界女子锦标赛铜牌得主、2024年泛大陆锦标赛女子银牌得主、2025年亚洲冬季运动会女子金牌得主。双胞胎姐妹薛誉恩同样是冰壶运动员。